# 17世紀香港
|        | 香港大事記 \| 香港歷史年表             |
| 世紀： | 16世紀香港 \| 17世紀香港 \| 18世紀香港 |

## 大事記
- 1610年，錦田鄧良仕、龍躍頭鄧湛露取貢生。[1]
- 1622年，荷蘭軍入侵佛堂門，新安知縣陶學修率軍民將荷蘭人擊退。[1]在同年六月下旬，葡荷澳門戰役發生。
- 1630年，海盜李魁奇入寇，參將陳拱在佛堂門外抵禦，為盜所敗。[1]
- 1634年，海盜劉香入寇南頭及香港地區。[1]
- 1636年，威德爾率英國船隊抵屯門。[1]
- 1637年，英商「柯亭协会」武裝商船5艘闖入珠江，佔據虎門炮台，並搶劫附近鄉村。[1]
- 1639年，浙江西安人朱邦泰任官富巡檢。[2]
- 1641年，惠州銀瓶嘴山賊緜花王掠龍躍頭，為官軍所敗。[2]
- 1642年，江西瑞金人劉應聘任官富巡檢。[2]
- 1643年，福建莆田人王之燮任官富巡檢。[2]
- 1644年，大嶼山大澳建天后廟。[3]
- 1646年：
  - 改南頭寨為新安營。[3]
  - 江西人吳起渭為官富巡檢司巡檢。[3]
- 1661年，清廷頒佈遷界令，今香港、九龍及新界地區均在遷界範圍內。[4]
- 1662年，港島坑口建洪聖廟。[3]
- 1664年：
  - 英商派船來華到達澳門，要求在中國沿海開放港口進行貿易，未果。[3]
  - 土賊袁瑞盤踞新安瀝源地方，提標游擊梁有才出兵剿滅。[3]
- 1666年，裁新安縣位入東莞，香港地區歸屬東莞。[4]
- 1668年，新安沿邊置墩台21座，香港地區有屯門、九龍、大軍營、佛堂門、大埔頭、聖山及麻雀嶺等7座。[3]
- 1669年：
  - 清廷下令展界[4]，復置新安縣[4]及官富巡檢司。
  - 官富巡檢司舊署已毀，移設赤尾村。[3]
  - 增設麻雀嶺、坪輋兩塘房，及輞井圍、營盤。[3]
  - 鄧文蔚建元朗大王古廟。[3]
- 1670年：
  - 浙江人蔣振元為官富巡檢司。[3]
  - 英商進入台灣貿易。[3]
- 1671年，官富巡檢蔣振元捐俸買地建官富衙署。[4]
- 1672年9月，台灣海盜李奇率眾劫掠西貢、蠔涌及瀝源等地，知縣李可成督兵擒殺。[3]
- 1680年，鄭喜率族遷居荃灣城門谷及大圍。[3]
- 1682年，設屯門寨，駐兵總1員。另設輞井圍、九龍、大埔頭及麻雀嶺4汛。[3]
- 1683年：
  - 由於鄭成功抗清朝失敗，香港離島地區居民獲准遷回，也有不少來自廣東、福建和江西等地的客家人到港定居。[4]
  - 第一艘英國商船，東印度公司卡羅利納號（Carolina）到香港大嶼山進行貿易，停泊該地2個多月。[3]
- 1684年，中英恢復通商，英在廣州設商館。[3]
- 1685年：
  - 錦田水頭村建周王二公書院。[4]
  - 錦田鄧文蔚會試中式第3甲，授浙江龍游知縣。[3]
- 1689年：
  - 李德華率族遷居沙頭角禾坑。[3]
  - 東印度公司「防衛號」（Defence）進入香港水域，停泊在澳門以東15海里之地。[3]